# (119979) 2002 WC19
(119979) 2002 WC19 ist ein großes transneptunisches Objekt, welches bahndynamisch als Resonantes KBO (Twotino) oder auch allgemeiner als Distant Object eingestuft wird. Aufgrund seiner Größe ist der Asteroid ein Zwergplanetenkandidat. Er besitzt einen Mond, der etwa ein Viertel des Durchmessers des Mutterasteroiden aufweist.

## Entdeckung
2002 WC19 wurde am 16. November 2002 von einem Astronomenteam bestehend aus Chad Trujillo, Mike Brown, Eleanor „Glo“ Helin, Steven Pravdo, Kenneth Lawrence und Michael Hicks im Rahmen des Near Earth Asteroid Tracking am Palomar-Observatorium entdeckt. Die Entdeckung wurde am 5. Januar 2003 zusammen mit (612533) 2002 XV93 und 2002 XW93 bekanntgegeben; der Planetoid erhielt am 16. November 2005 von der IAU die Kleinplaneten-Nummer 119979.
Nach seiner Entdeckung ließ sich 2002 WC19 auf Fotos bis zum 16. Dezember 2001, die ebenfalls am Palomar-Observatorium gemacht wurden, zurückgehend identifizieren und so seinen Beobachtungszeitraum um exakt 11 Monate verlängern, um so seine Umlaufbahn genauer zu berechnen. Im Februar 2018 lagen insgesamt 113 Beobachtungen über einen Zeitraum von 17 Jahren vor. Die bisher letzte Beobachtung wurde im Dezember 2017 am Mauna-Kea-Observatorium durchgeführt. (Stand 8. Februar 2019)

## Eigenschaften

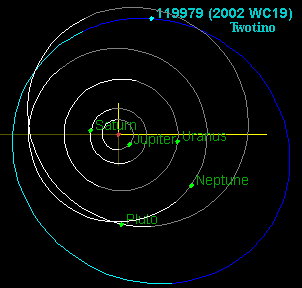
Die Bahn von 2002 WC_{19} (blau) im Vergleich zu Pluto und den Riesenplaneten.

Neptun wird bei 5 Uhr stationär gehalten.

### Umlaufbahn
2002 WC19 umkreist die Sonne in 328,02 Jahren auf einer elliptischen Umlaufbahn zwischen 35,22 AE und 59,91 AE Abstand zu deren Zentrum. Die Bahnexzentrizität beträgt 0,260, die Bahn ist 9,20° gegenüber der Ekliptik geneigt. Derzeit ist der Planetoid 40,30 AE von der Sonne bzw. 39,69 AE von der Erde entfernt. Das Perihel durchläuft er das nächste Mal 2057, der letzte Periheldurchlauf dürfte also im Jahre 1729 erfolgt sein.
Sowohl Marc Buie (DES) als auch das Minor Planet Center klassifizieren den Planetoiden als Twotino (RKBO 1:2), letzteres auch allgemein als Distant Object

### Größe
Derzeit wird von einem Durchmesser von etwa 525 km ausgegangen, basierend auf einem Rückstrahlvermögen von 10,7 % und einer absoluten Helligkeit von 4,7 m. Ausgehend von diesem Durchmesser ergibt sich eine Gesamtoberfläche von etwa 866.000 km². Die scheinbare Helligkeit von 2002 WC19 beträgt 21,03 m. Die mittlere Oberflächentemperatur wird anhand der Sonnendistanz auf 40 K (-233°C) geschätzt.
Da anzunehmen ist, dass sich 2002 WC19 aufgrund seiner Größe im hydrostatischen Gleichgewicht befindet und somit weitgehend rund sein muss, sollte er die Kriterien für eine Einstufung als Zwergplanet erfüllen. Mike Brown geht davon aus, dass es sich bei 2002 WC19 um möglicherweise einen Zwergplaneten handelt.
| Jahr                                         | Abmessungen km       | Quelle              |
| -------------------------------------------- | -------------------- | ------------------- |
| 2013                                         | 348,0 ± 45,0         | Lellouch u. a.      |
| 2013                                         | 482,53               | LightCurve DataBase |
| 2015                                         | 540,0 (System) 525,0 | Grundy u. a.        |
| 2018                                         | 490,0                | Brown               |
| Die präziseste Bestimmung ist fett markiert. |                      |                     |

## Mond
Am 27. Februar 2007 gab ein Astronomenteam um Keith S. Noll die Entdeckung eines Mondes mit etwa 126 km Durchmesser bekannt, der anhand von Bildern des Hubble-Weltraumteleskops aufgespürt wurde. Er umkreist 2002 WC19 das gemeinsame Baryzentrum in 5,5 Tagen in einem mittleren Abstand von 5720 ± 90 km. Bisher wurde noch keine Massebestimmung durchgeführt.
Das 2002 WC19–System in der Übersicht:
| Komponenten        | Physikalische Parameter | Physikalische Parameter | Physikalische Parameter | Bahnparameter        | Bahnparameter  | Bahnparameter | Bahnparameter                     | Entdeckung                              |
| Name               | Durch- messer (km)      | Relativ- größe %        | Masse (kg)              | Große Halbachse (km) | Umlaufzeit (d) | Exzentrizität | Inklination zum 2002 WC19 Äquator | Datum Entdeckung Datum Veröffentlichung |
| ------------------ | ----------------------- | ----------------------- | ----------------------- | -------------------- | -------------- | ------------- | --------------------------------- | --------------------------------------- |
| (119979) 2002 WC19 | 525,0                   | 100,0                   | ?                       | —                    | —              | —             | —                                 | 16. November 2002 16. November 2005     |
| S/2007 (119979) 1  | 126,0                   | 24,0                    | ?                       | 4090                 | 8,403          | 0,2           | ?                                 | 5. November 2006 27. Februar 2007       |